# Пыдарево
Пыдарево (болг. Пъдарево) — село в Болгарии. Находится в Сливенской области, входит в общину Котел. Население составляет 600 человек.

## Политическая ситуация
В местном кметстве Пыдарево, в состав которого входит Пыдарево, должность кмета (старосты) исполняет Иванчо Калудов Синигеров (Граждане за европейское развитие Болгарии (ГЕРБ)) по результатам выборов правления кметства.
Кмет (мэр) общины Котел — Христо Русев Киров (коалиция партий: национальное движение «Симеон Второй» (НДСВ) и движение «За права и свободы» (ДПС)) по результатам выборов в правление общины.